# Malta en los Juegos Olímpicos de Atlanta 1996
Malta estuvo representada en los Juegos Olímpicos de Atlanta 1996 por siete deportistas, cuatro hombres y tres mujeres, que compitieron en cinco deportes.
La portadora de la bandera en la ceremonia de apertura fue la nadadora Angela Galea. El equipo olímpico maltés no obtuvo ninguna medalla en estos Juegos.